# Liza klunzingeri
Liza klunzingeri är en fiskart som först beskrevs av Day, 1888.  Liza klunzingeri ingår i släktet Liza och familjen multfiskar. Inga underarter finns listade i Catalogue of Life.